# Skederids kyrka
Skederids kyrka är en kyrkobyggnad i Skederids socken tillhörande Husby, Skederid och Rö församling i Roslagens västra pastorat i Uppsala stift. Kyrkan ligger halvvägs mellan Norrtälje och Rimbo. Endast två kilometer bort och inom synhåll ligger Husby-Sjuhundra kyrka. Troligaste förklaringen till att två kyrkor ligger så nära varandra är att Skederids kyrka från början var gårdskyrka till Finsta herrgård. Sannolikt är kyrkan byggd av lagmannen Birger Persson som var far till heliga Birgitta. Väster om kyrkan vid ingången till kyrkogården finns en murad stiglucka från medeltiden. Åren 1775-1776 byggdes en klockstapel av trä ovanpå stigluckan och ersatte därmed en tidigare fristående klockstapel från 1692. Virke från gamla stapeln återanvändes. Vid kyrkbackens södra sida finns ett bårhus uppfört omkring år 1960 efter förslag från Jörgen Fåk. 
Kyrkan tillhörde fram tills pastoratsreformen i Roslagen den 1 januari 2018 Rimbo pastorat.

## Kyrkobyggnaden
Skederids kyrka består av rektangulärt långhus med smalare rakt avslutat kor i öster och en ännu smalare sakristia öster om koret. I söder ligger ett vapenhus som ovanligt nog är placerat vid skarven mellan långhus och kor. Under vapenhusets golv finns en före detta gravkammare för ägarna till Finsta. En portal förbinder vapenhuset med koret. Huvudingången är en spetsbågig tegelportal vid kyrkans västra kortsida. Ytterväggarna har ett blottat murverk av natursten med tegel i omfattningar och rösten. Koret och sakristian har hörnkedjor av huggen sandsten. Kyrkobyggnaden täcks av ett plåtklätt sadeltak.

### Tillkomst och medeltida ombyggnader
Kyrkans äldsta delar bör ha uppförts under senare delen av 1200-talet. Från början var byggnaden liten och bestod av nuvarande sakristia och kor. Sakristian var då kor och koret var långhus. Norr om dåvarande kor fanns en vidbyggd sakristia. Under 1300-talet brann kyrkan och taket förstördes. Ett nytt tak byggdes upp med tunnvalv av trä.
1391 helgonförklarades Birgitta vilket ledde till att kyrkan i Skederid blev vallfartskyrka. Man behövde snart en större kyrkobyggnad och vid mitten av 1400-talet byggdes ett nytt långhus väster om den befintliga kyrkan. Några årtionden senare försågs kyrkorummet med tegelvalv. Nuvarande vapenhus vid södra sidan byggdes före år 1527. Vapenhuset som inreddes till kapell har en bevarad altarnisch.
Gamla koret fick fortsätta tjänstgöra som kor vilket resulterade i ett ovanligt långt kyrkorum. Under medeltiden tillkom kalkmålningar. Av dessa återstår en ranka på valvbågen ovanför altaret samt konsekrationskors i koret och sakristian.

### Senare ombyggnader
Under 1700-talet hade kyrkan förfallit så mycket att en omfattande reparation krävdes. Kyrkoherde Tegman i grannförsamlingen Rimbo tog sig an saken och en stiftskollekt till ändamålet togs upp 1746. Åren 1748-1749 påbörjades en omfattande ombyggnad då öppningen mellan koret och det ursprungliga långhuset sattes igen. Gamla koret gjordes om till sakristia och gamla långhuset blev kor. Vidare drogs långhusets sidoväggar samman med två järnankare tvärs över kyrkorummet. Kyrkan rappades och vitlimmades. Takstolarna över östra delen byggdes om. Nuvarande bänkinredning tillkom. Vapenhuset reparerades och dess gavelröste mot söder togs bort och taket valmades. Först år 1767 avslutades ombyggnaden. År 1880 revs gamla sakristian som låg vid korets norra sida. Under 1700-talet och 1800-talet förstorades fönstren. År 1923 genomfördes en restaurering under ledning av arkitekt Melchior Wernstedt då värmeledning installerades och gravkammaren under vapenhuset omvandlades till pannrum. År 1950 företogs reparationsarbeten då sakristians (gamla korets) fönstergrupp i öster återställdes. Fönstergruppen består av två smala, svagt spetsbågiga fönster under en gemensam rundbåge. Från 1700-talet fram till år 1971 var vapenhusets dörr mot långhuset igenmurad. Vapenhuset användes som vedbod och magasin. 1971 återöppnades dörren till vapenhuset. I vapenhusets östra vägg finns en altarnisch vilket visar att vapenhuset använts som kapell.

## Inventarier på Historiska museet
Merparten av kyrkans medeltida inventarier finns numera på Historiska museet.
- Ett altarskåp, med en skulptur av Maria med den döde sonen i sitt knä pietà, anses vara tillverkat i Lübeck på 1470-talet. 1897 såldes skåpet till Historiska museet.
- Ett svårt stympat triumfkrucifix är från 1200-talet.
- En apostlabild är från 1300-talet.
- En Birgittaskulptur är från 1400-talets första tredjedel.

## Övriga inventarier
- En kristusskulptur till ett processionskrucifix är från början av 1300-talet. Kristusskulpturen är uppspikad på ett nytt kors.
- Ett förgyllt nattvardskärl av silver bär årtalet 1584. Till nattvardskärlet hör en paten. Övrigt kyrksilver stals 1839 och kom aldrig tillrätta. Av det stulna kyrksilvret fanns en oblatask och kanna. Nuvarande nattvardssilver anskaffades 1924.
- En brudkrona av silver skänktes till pastoratet 1945 av pastoratets syförening.
- Predikstolen är tillverkad på 1600-talet och ombyggd 1748-1753. Tillhörande timglas är inköpt 1745.
- Ett dopställ av trä är anskaffat 1753.
- Altaruppsatsen sattes ihop 1761-1762 med delar av olika ursprung. Altartavlan som då sattes upp är en oljemålning av konstnären Anders Eklund utförd 1761-1762 med motivet Jesus på korset. Tavlan föreställer Golgatadramat, bland annat med de två Mariorna i förgrunden. 1831 höjdes altarprydnaden genom att ännu en oljemålning sattes in som numera är mittbild och föreställer Jesus i Getsemane. Då byggdes nuvarande altarbord och altarring och Getsemanetavlan infogades i altarprydnaden. Nederst finns en skuren och förgylld relief med motivet Nattvarden och ovanför denna sitter tidigare nämnda tavlor. Målningen i mitten flankeras av draperade kvinnofigurer. Översta målningen kröns av en relief i trä föreställande en strålande Jehovasol.
- En ljuskrona av malm på läktaren är från 1600-talet. Två andra ljuskronor är från 1758 samt 1935. I koret finns en kristallkrona som är inköpt 1817 och som var gammal redan då. I sakristian finns en ljuskrona av trä inköpt 1736 från Norrtälje och renoverad 1950.
- Vid altaret finns höga ljusstakar av tenn tillverkade 1718 av Heinrich Gottfried Pschorn och skänkta till kyrkan 1722.
- Genom en donation kunde församlingen anskaffa sex silverljusstakar och två silvervaser till kyrkans 700-årsjubileum år 1997.
- På läktaren finns en orgel med fasad från 1857. Orgelverket har sedan dess byggs om ett antal gånger.
- Av kyrkklockorna anses den stora vara från 1300-talet, medan den lilla är gjuten 1790.

## Bildgalleri

### Interiörer

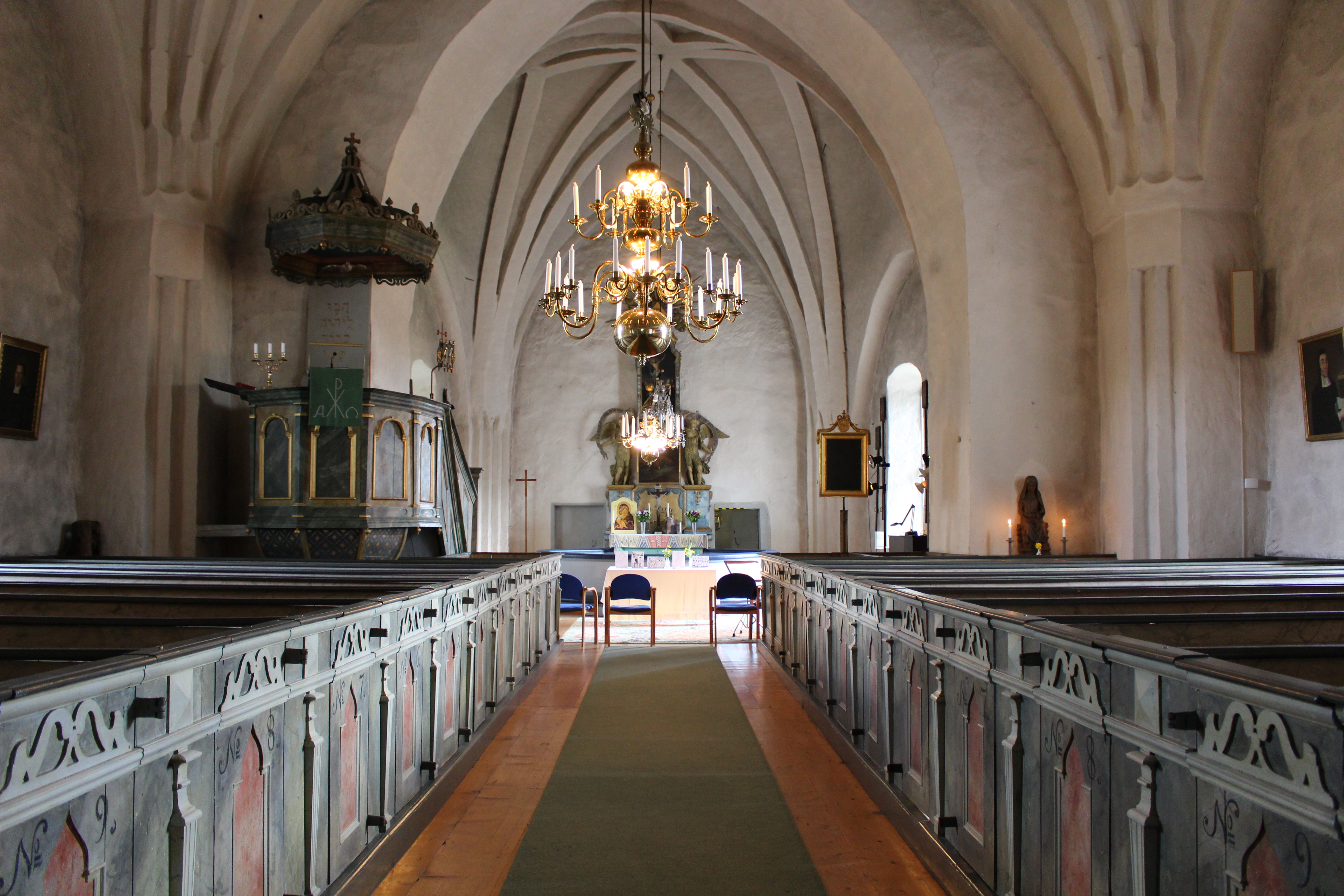
Kyrkorummet östparti med predikstol, altare och altaruppsats.
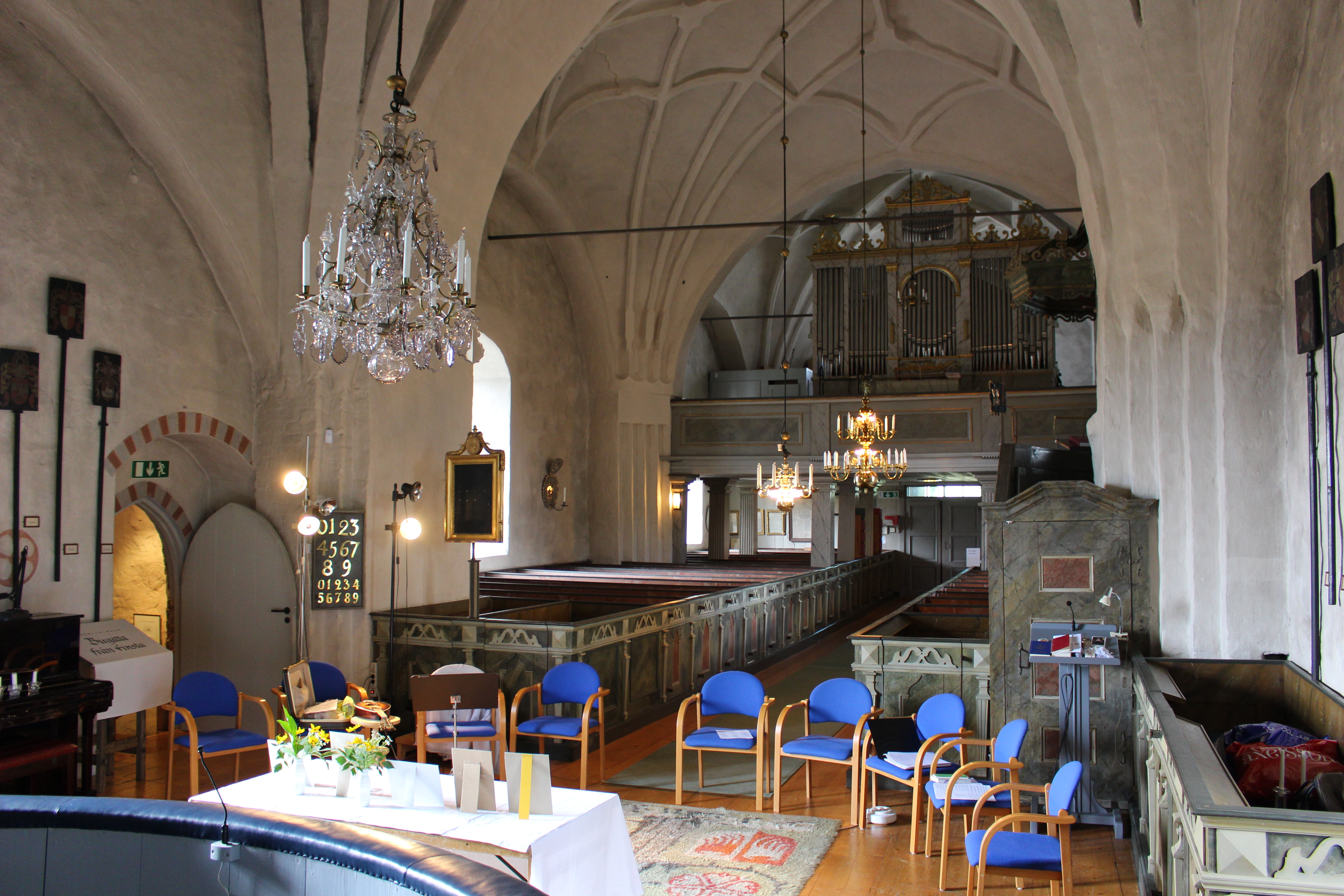
Kyrkorummets västparti med läktare och orgel.
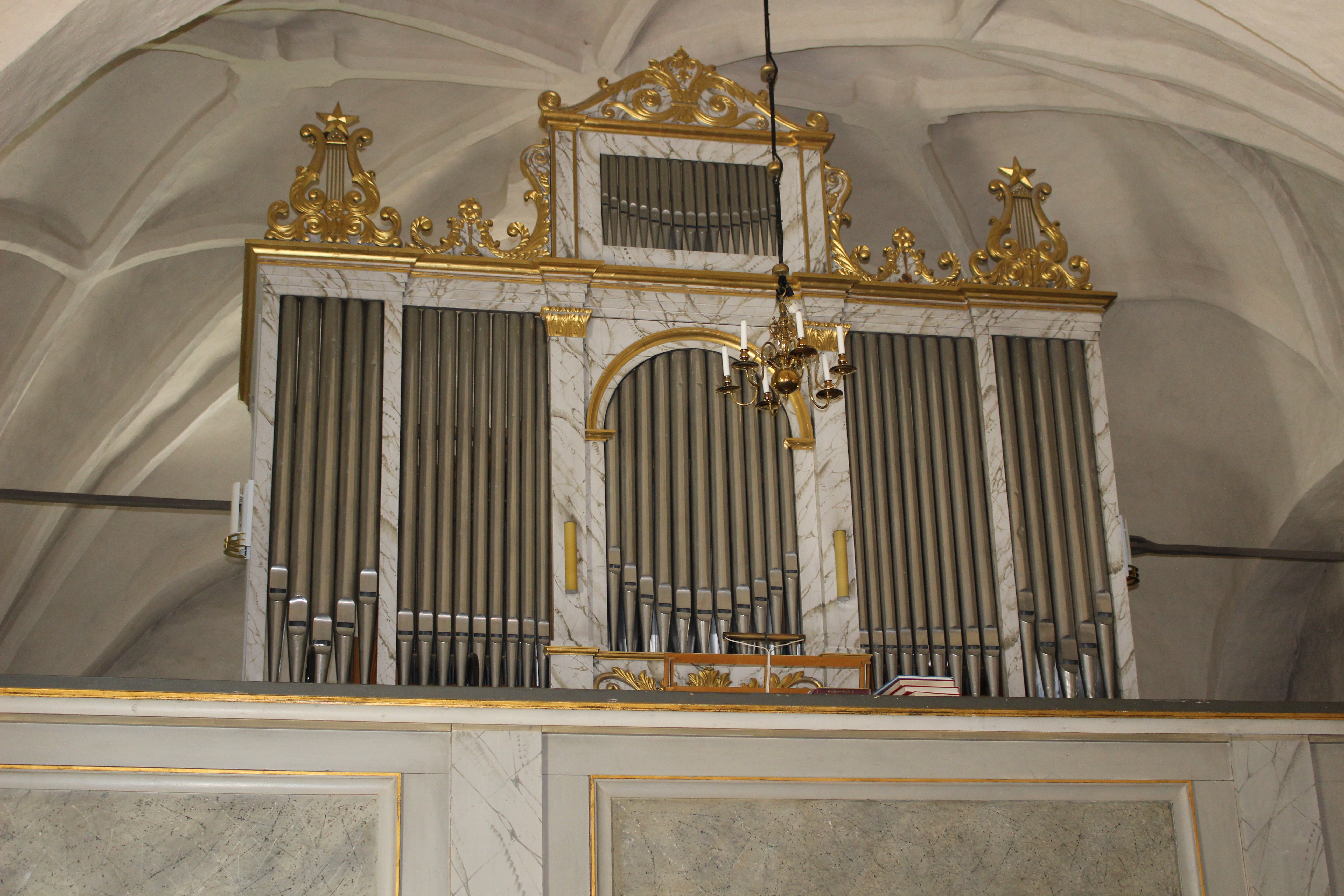
Orgeln.
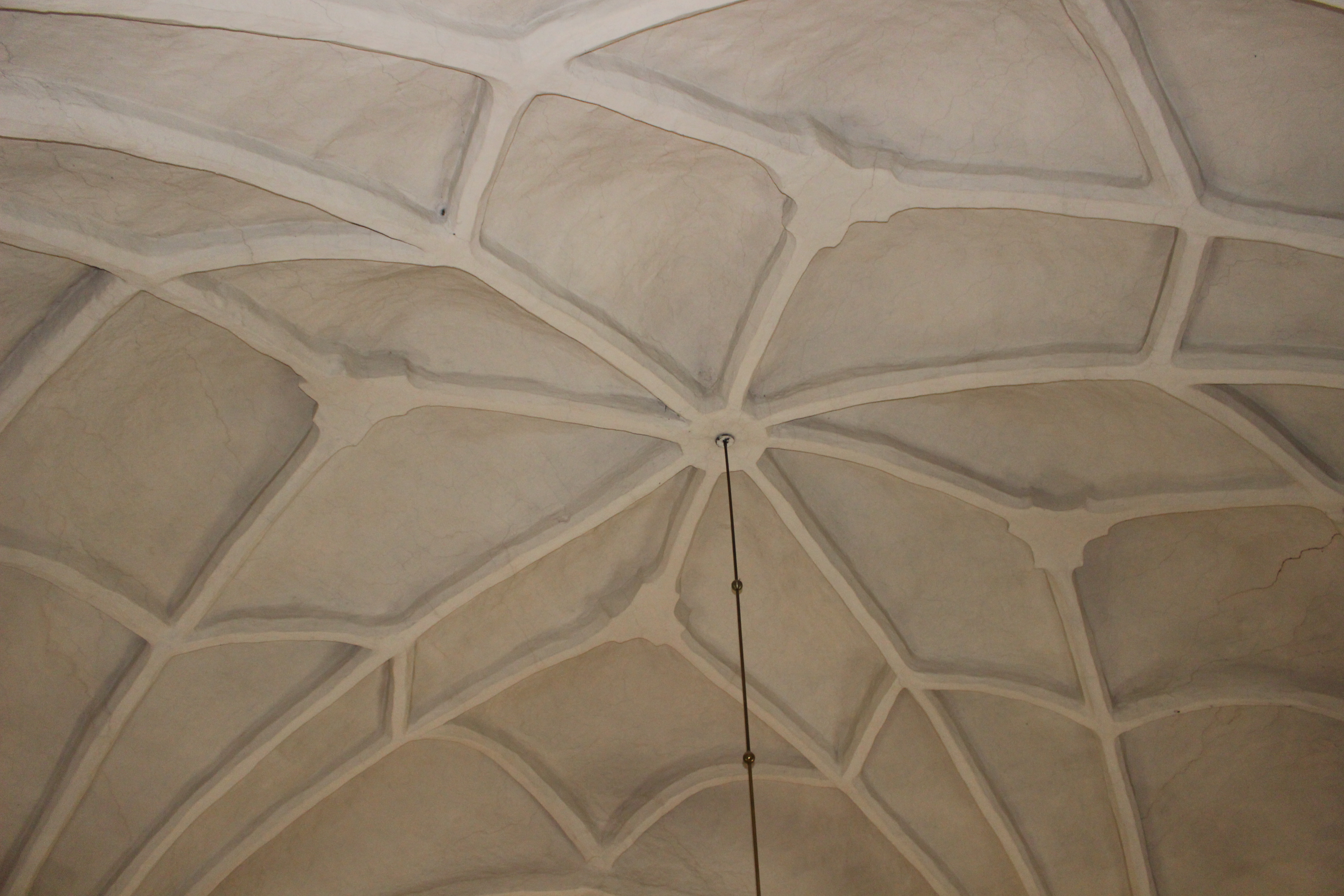
Andra takvalvet från väster.
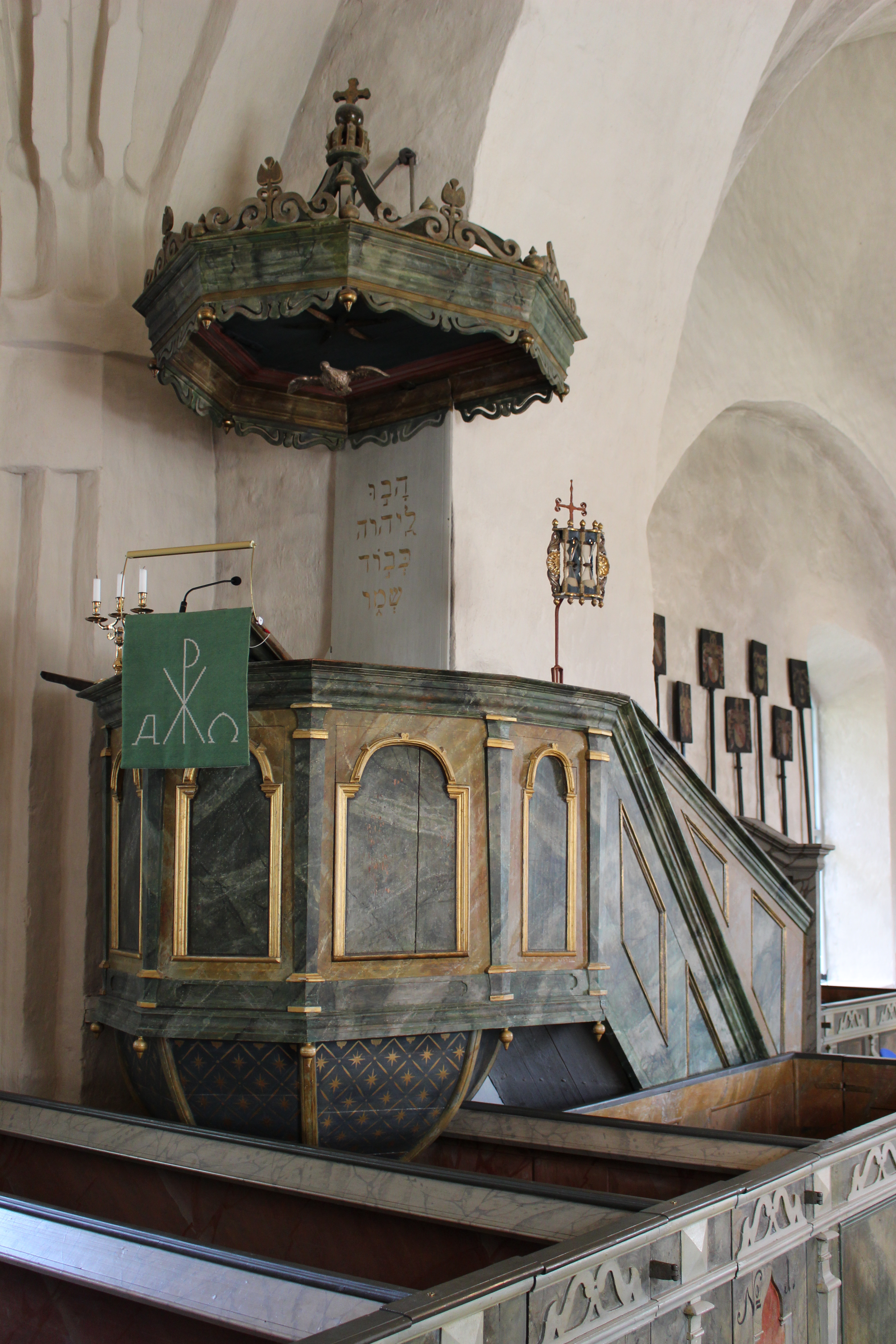
Predikstolen.
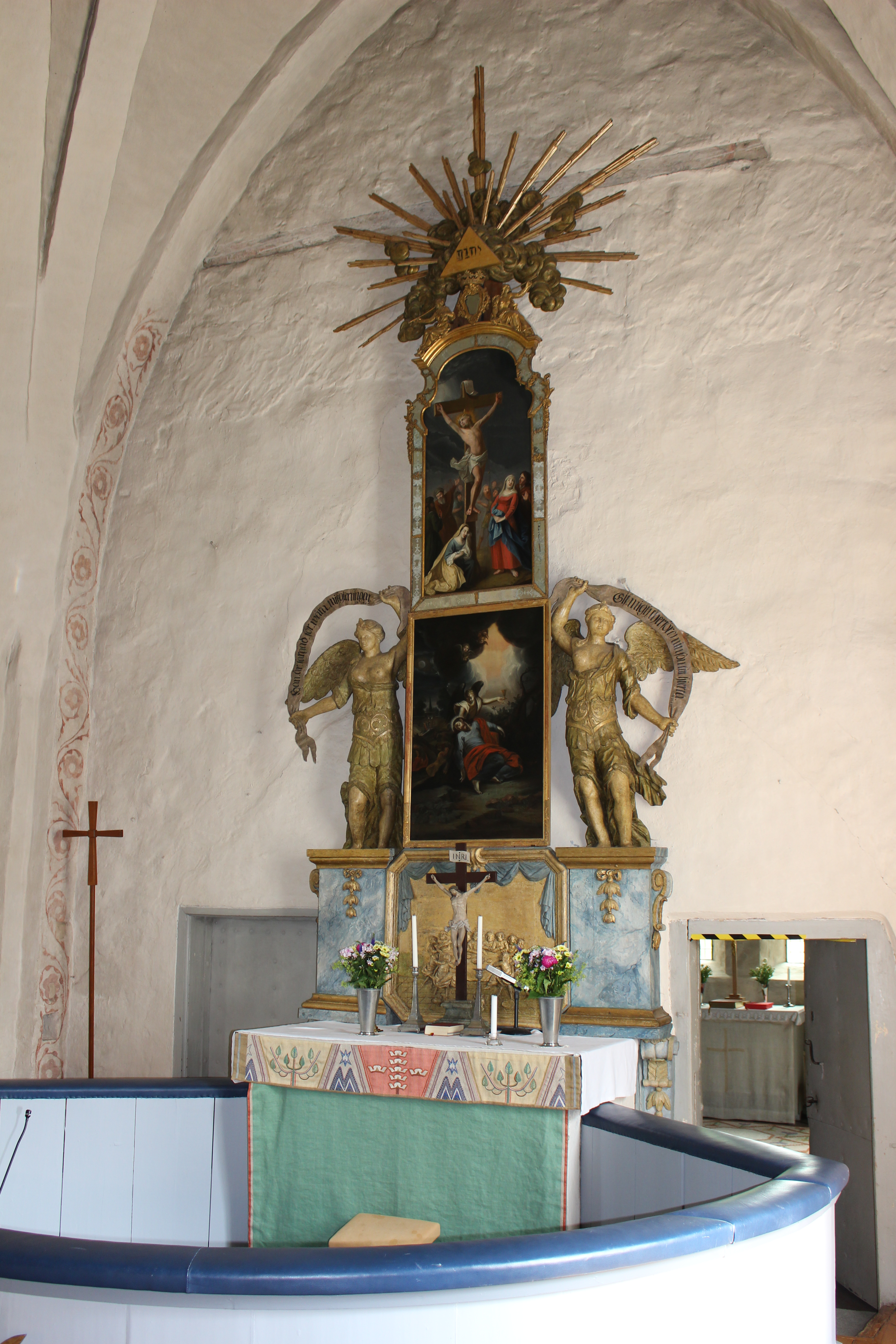
Altaret och altaruppsatsen.
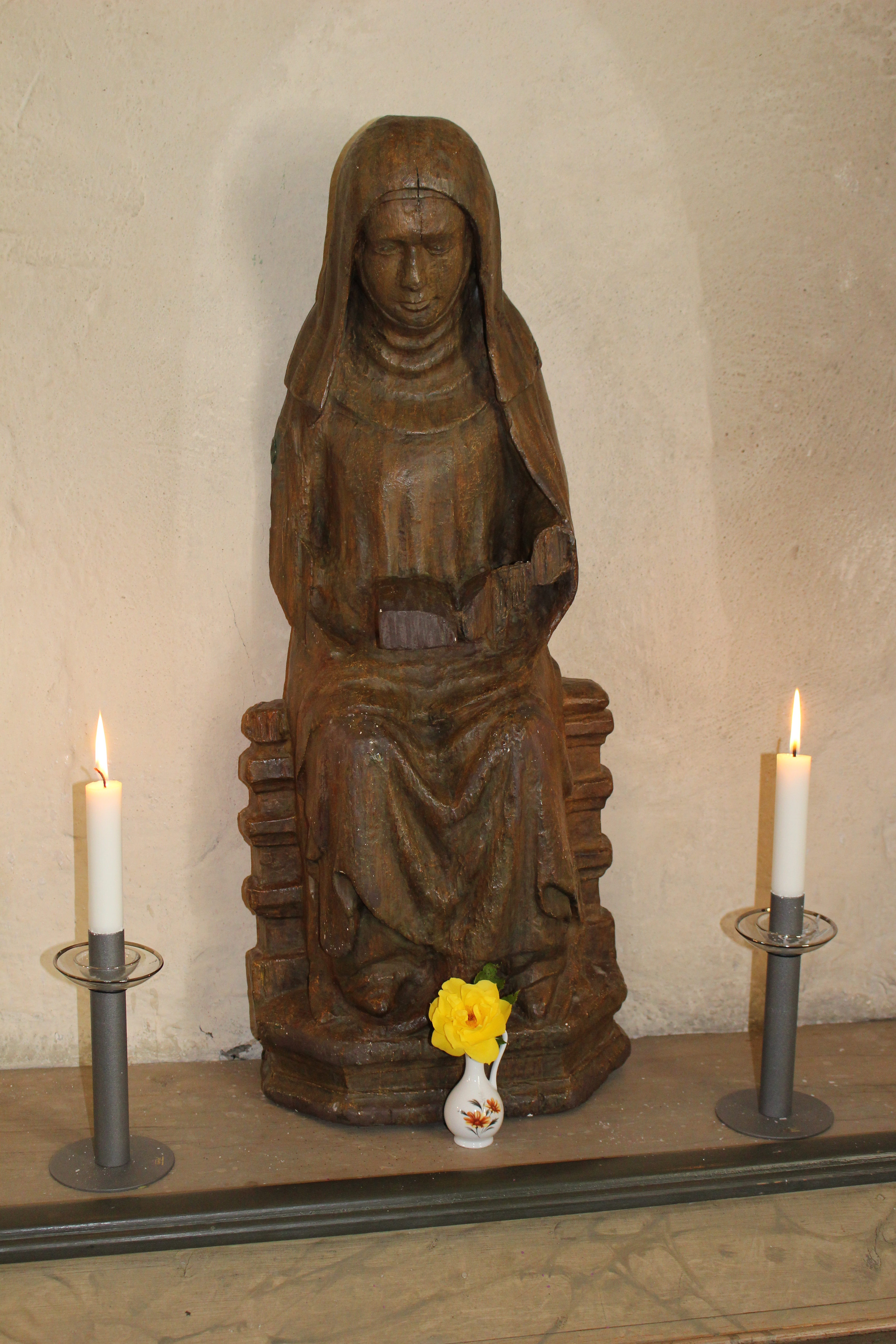
Den Heliga Birgitta, skulptur från 1400-talet.
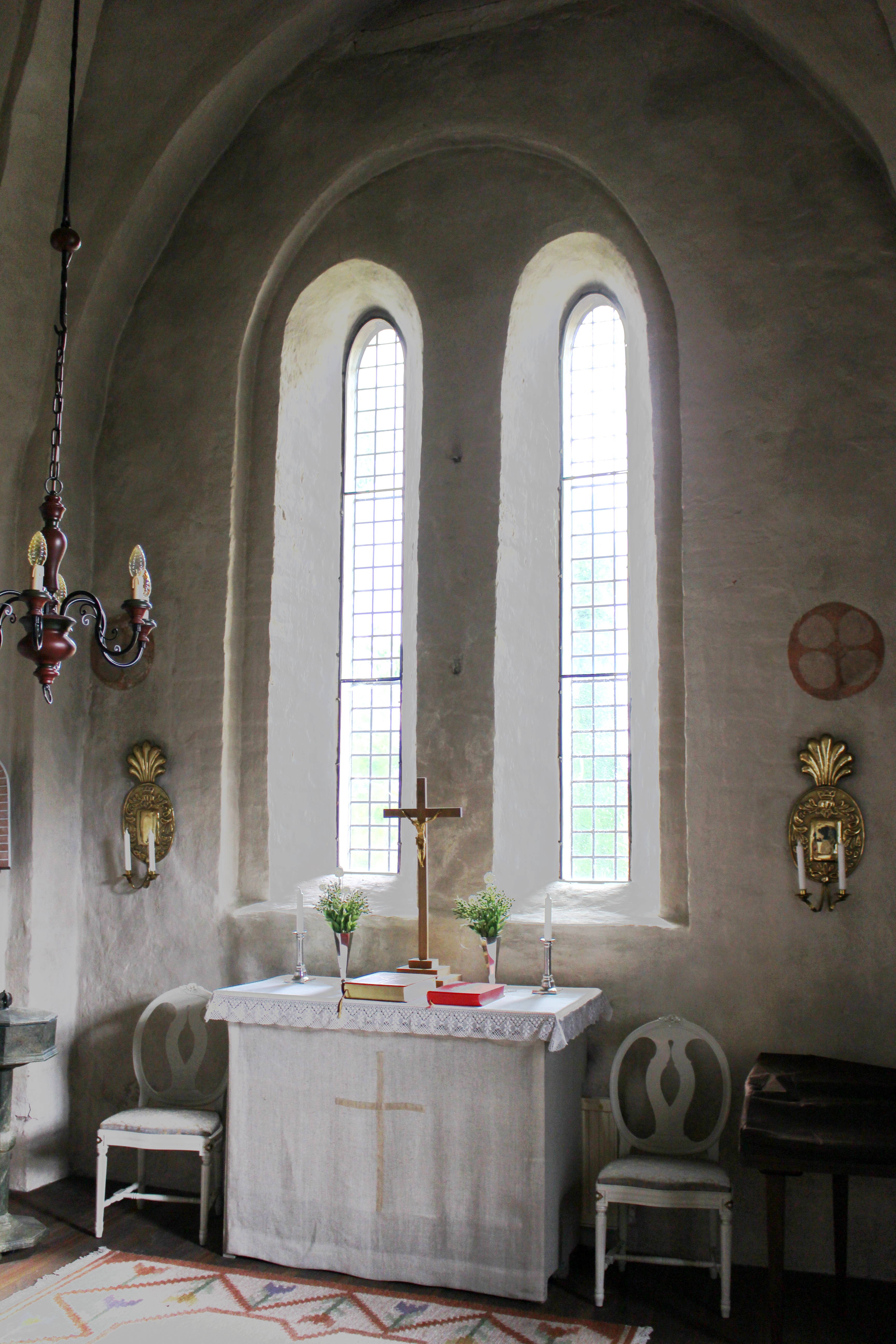
Sakristian.
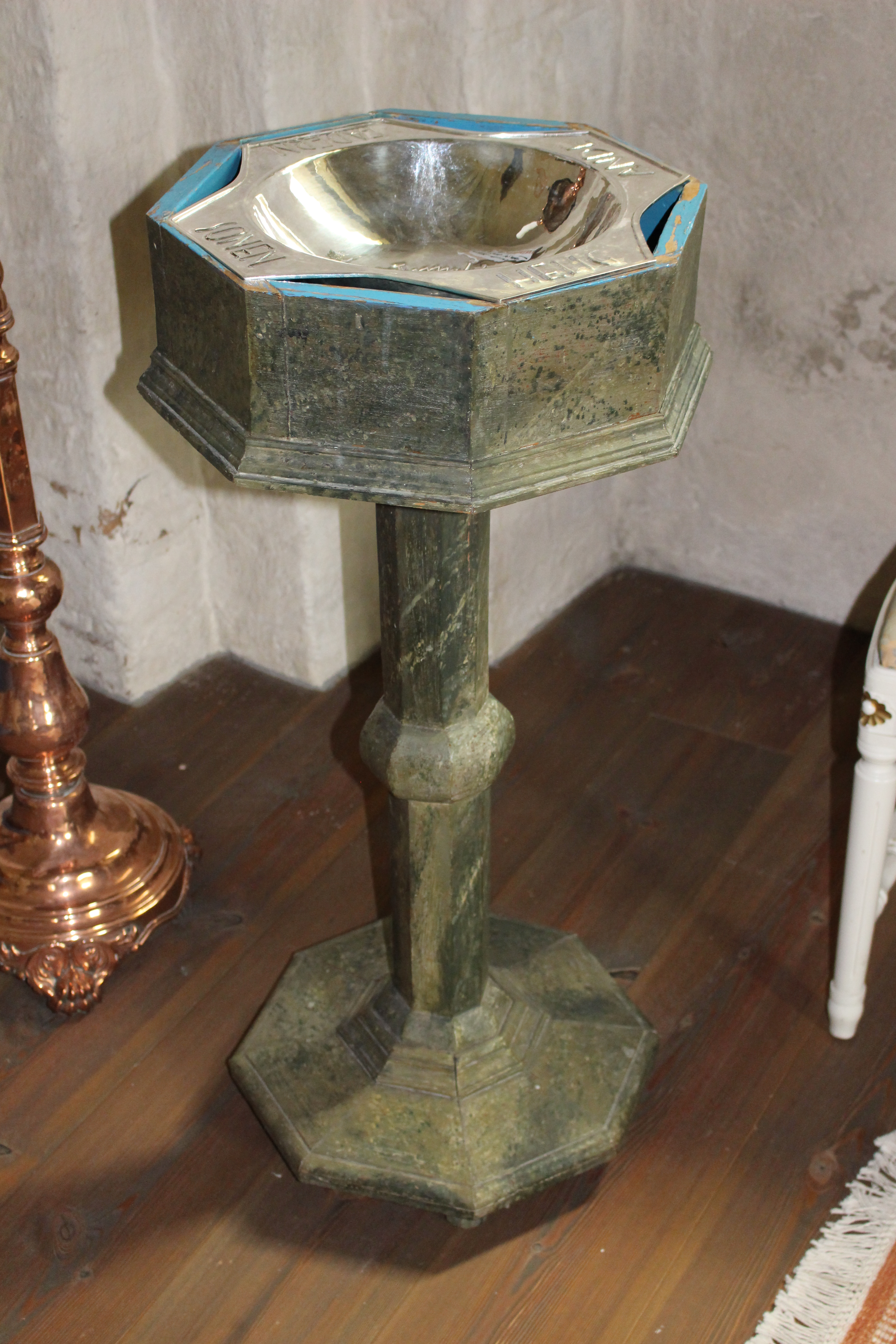
Dopfunten med avtaget lock.
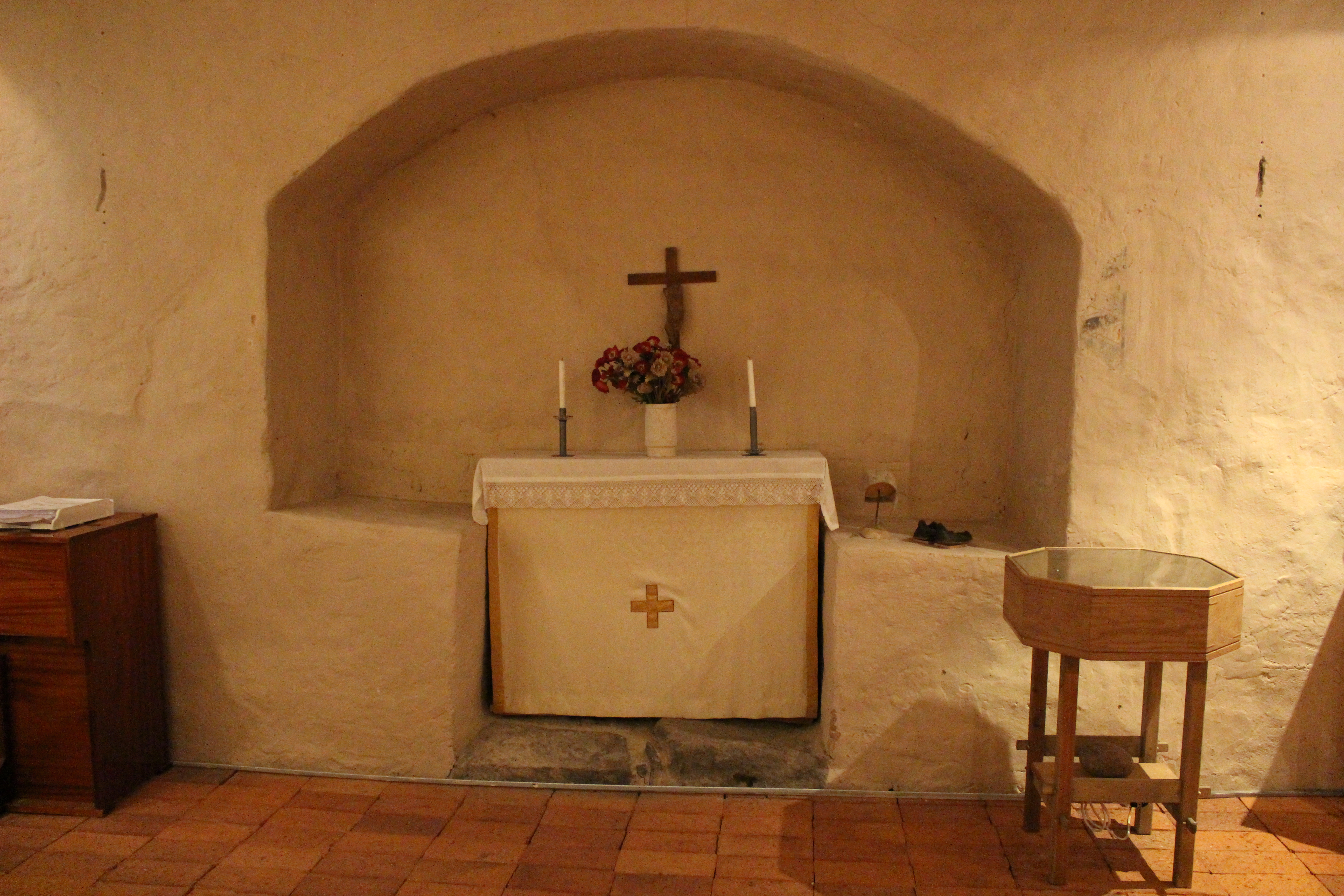
Altare i vapenhuset.
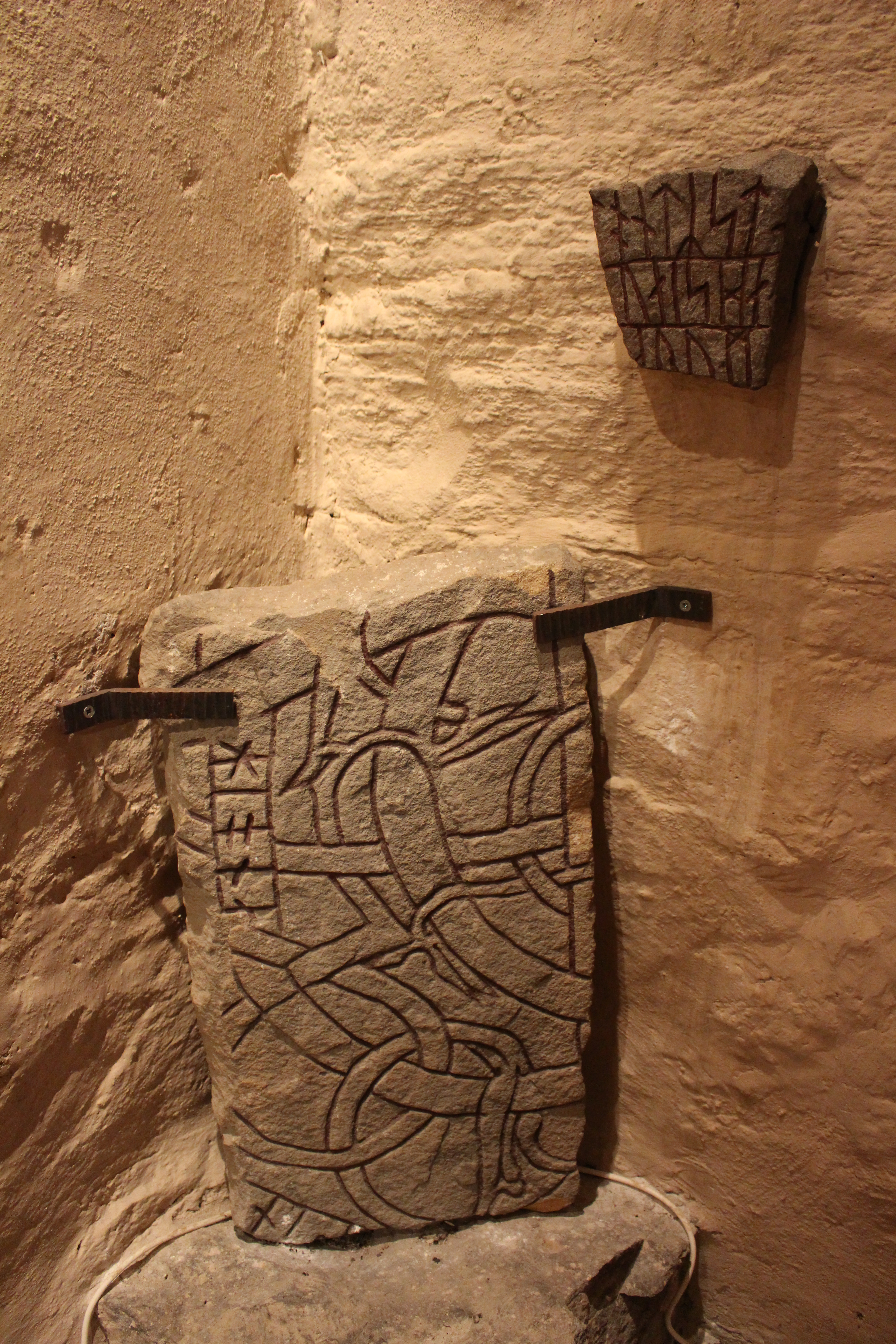
Runstensfragment i vapenhuset.

### Altaruppsatsen med altartavlorna

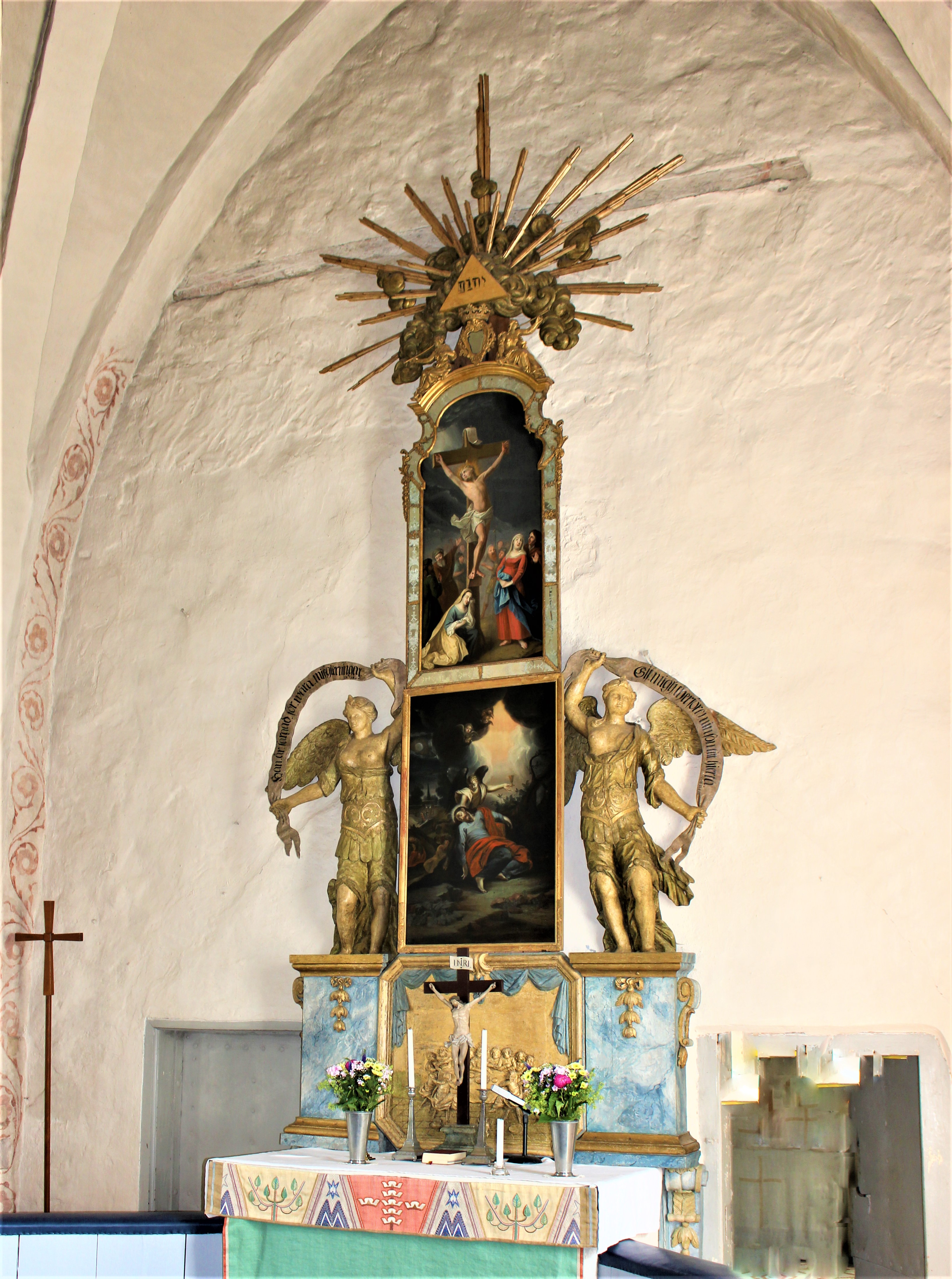
Altaruppsatsen med oljemålningar och reliefer från 1700-talet.
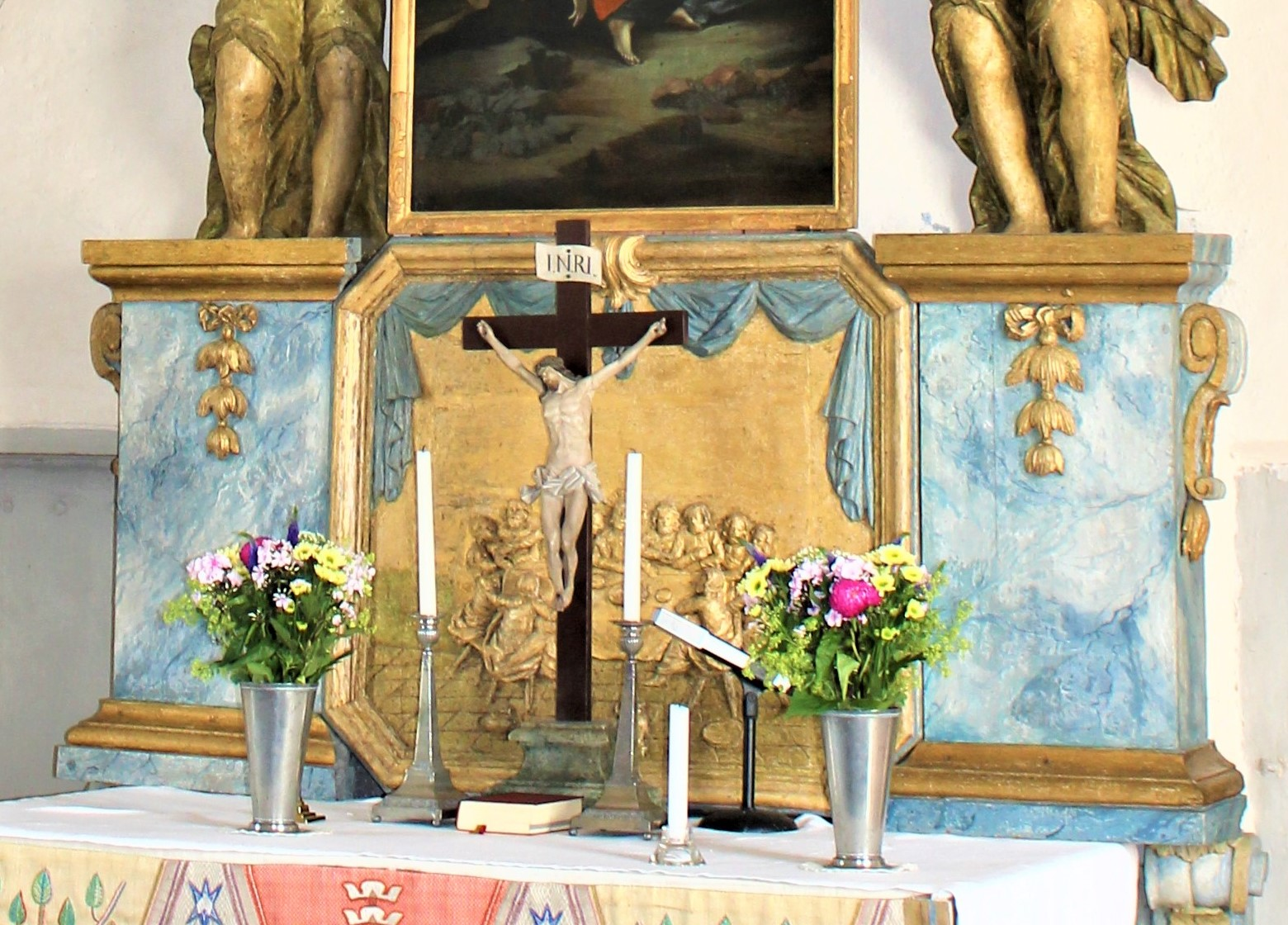
Nederst vid altarbordet en skuren och förgylld relief med motivet Nattvarden.
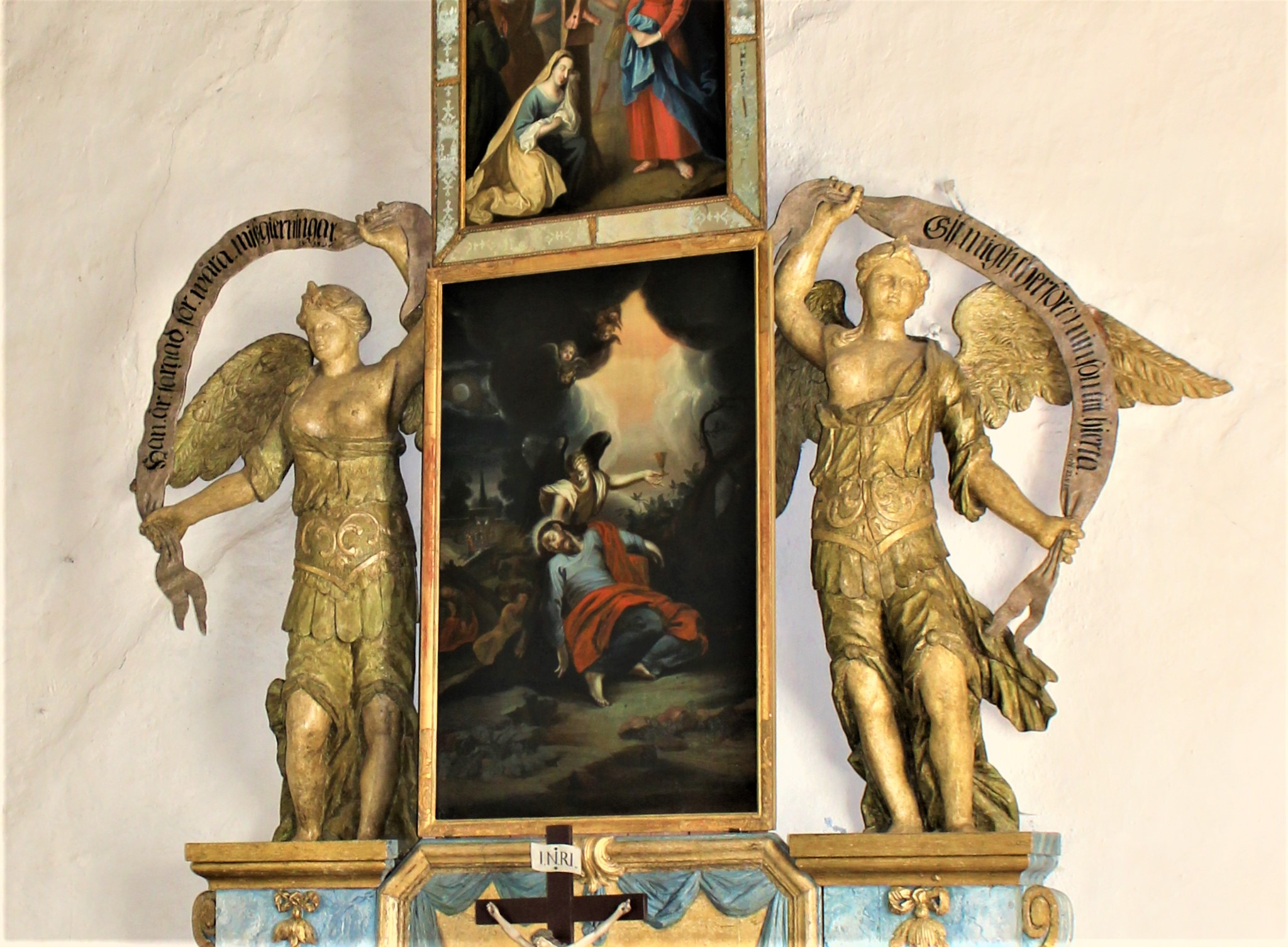
Ovanför reliefen en oljemålning Jesus i Getsemane, målad 1831, och som numera är mittbild, omgiven av två kvinnofigurer med draperade klädesplagg.
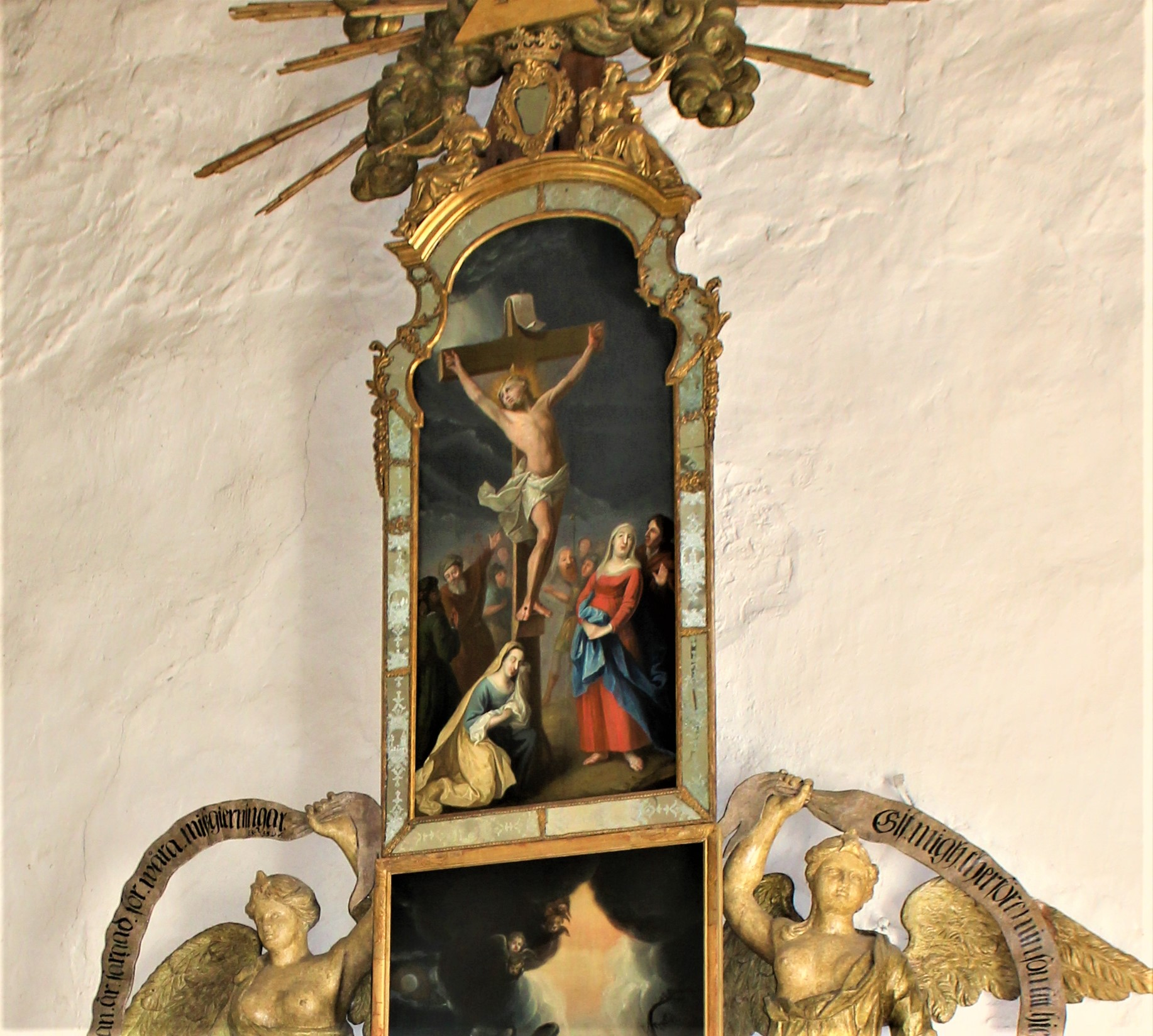
Den översta oljemålningen har motivet Jesus på korset är målad av konstnären Anders Eklund 1761. Den föreställer Golgatadramat med de två Mariorna i förgrunden.
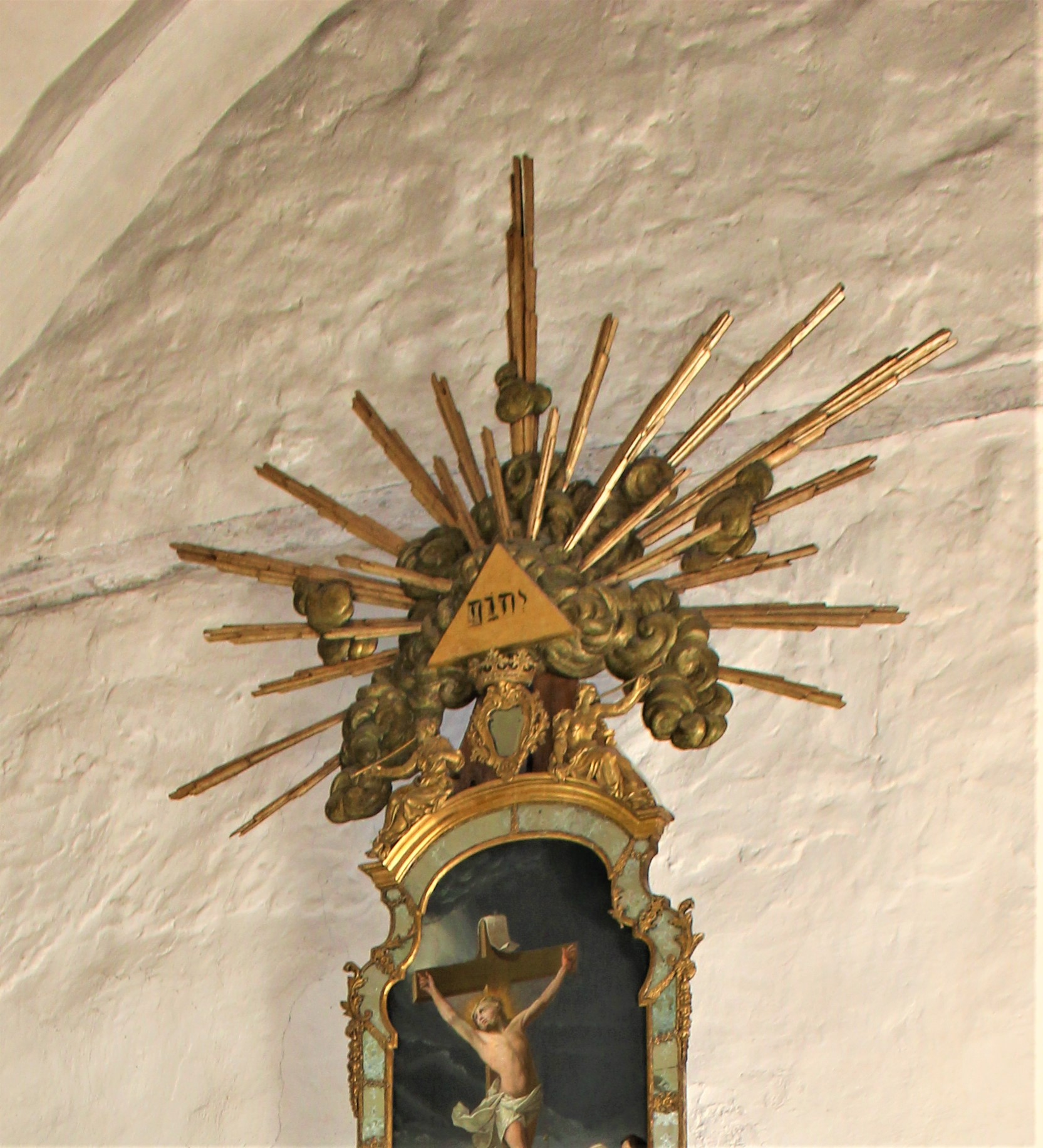
Altarprydnaden kröns av en förgylld relief med en strålande Jehovasol.

### Exteriörer

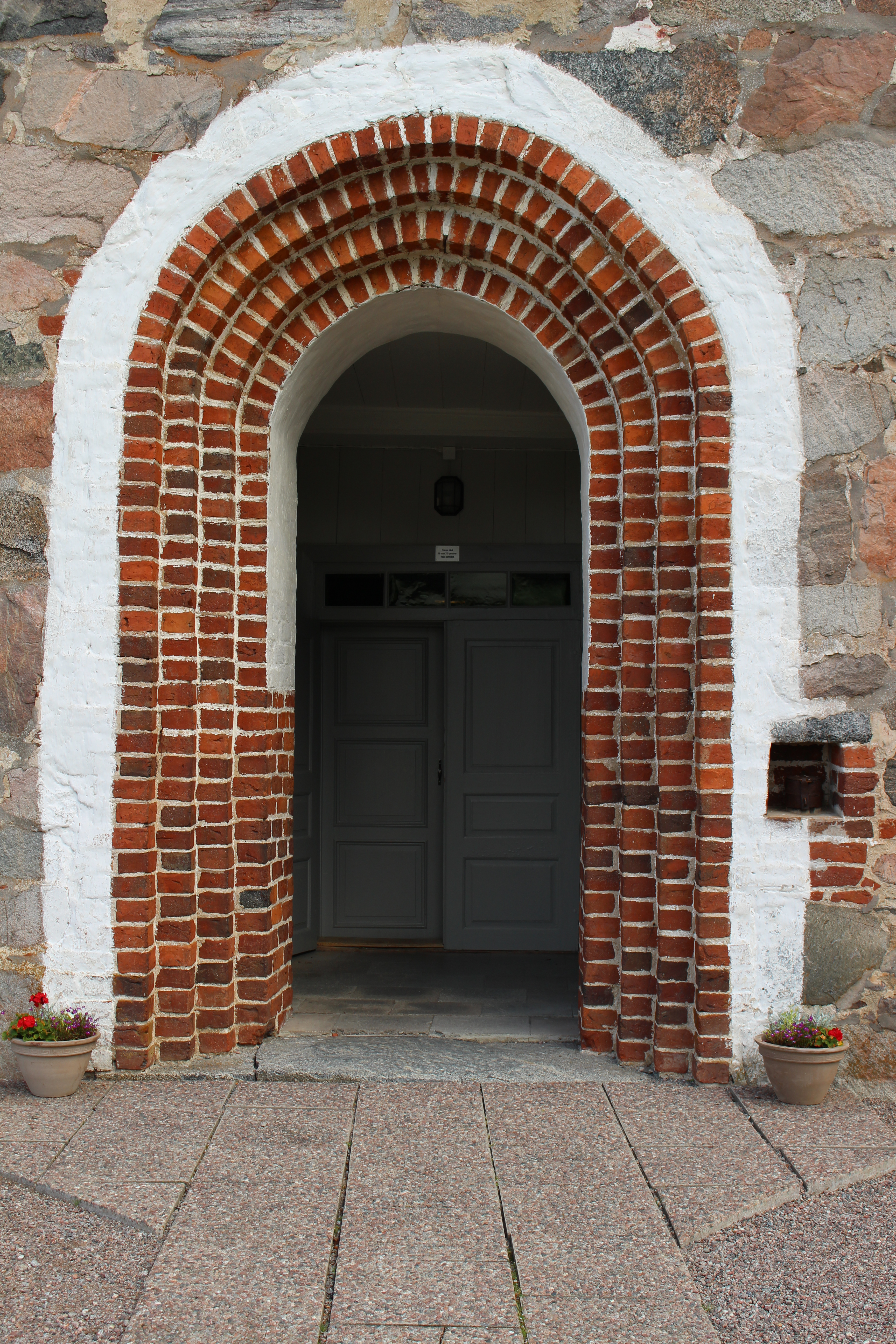
Västra portalen.
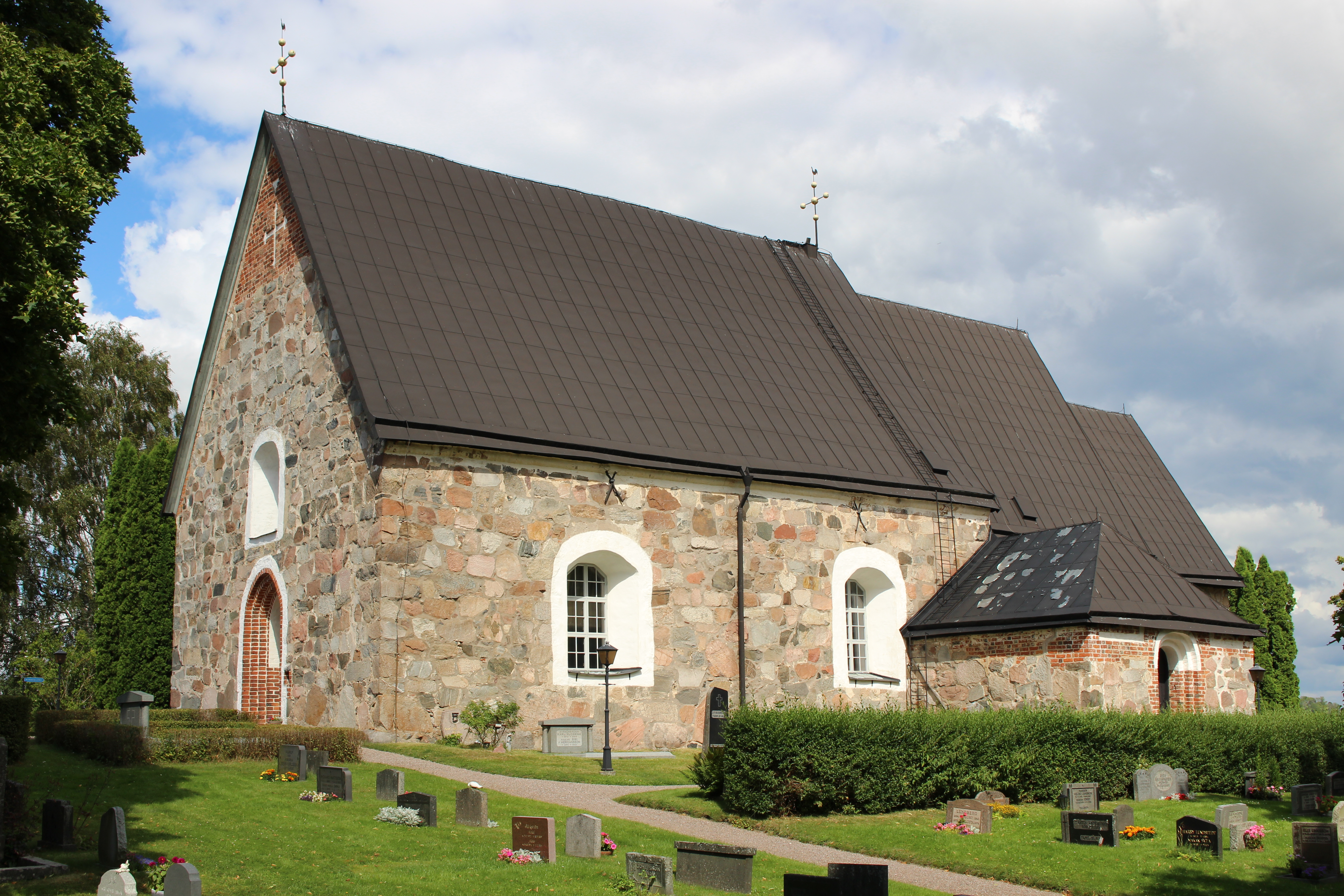
Kyrkan från sydväst.
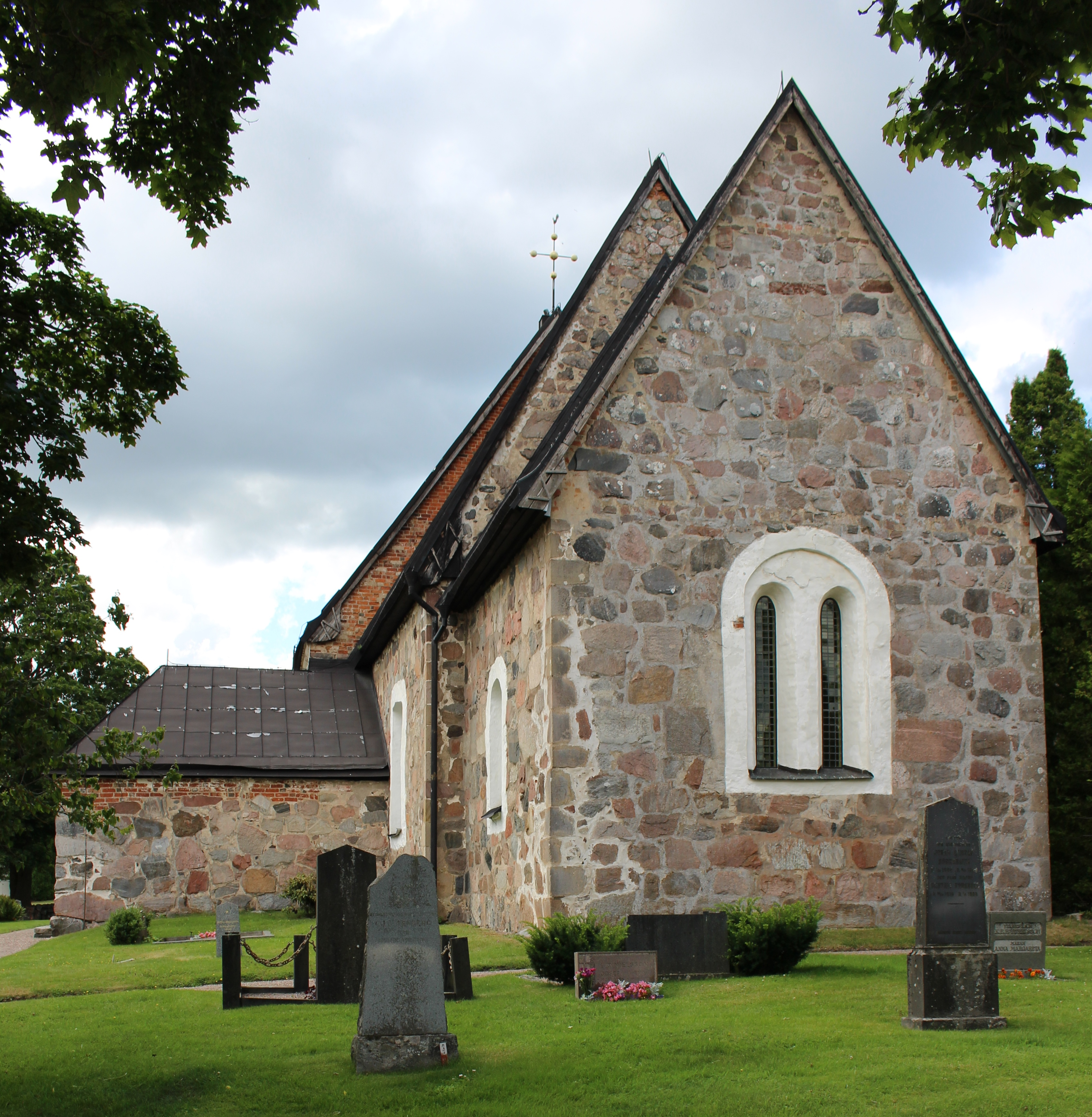
Kyrkan från öster.
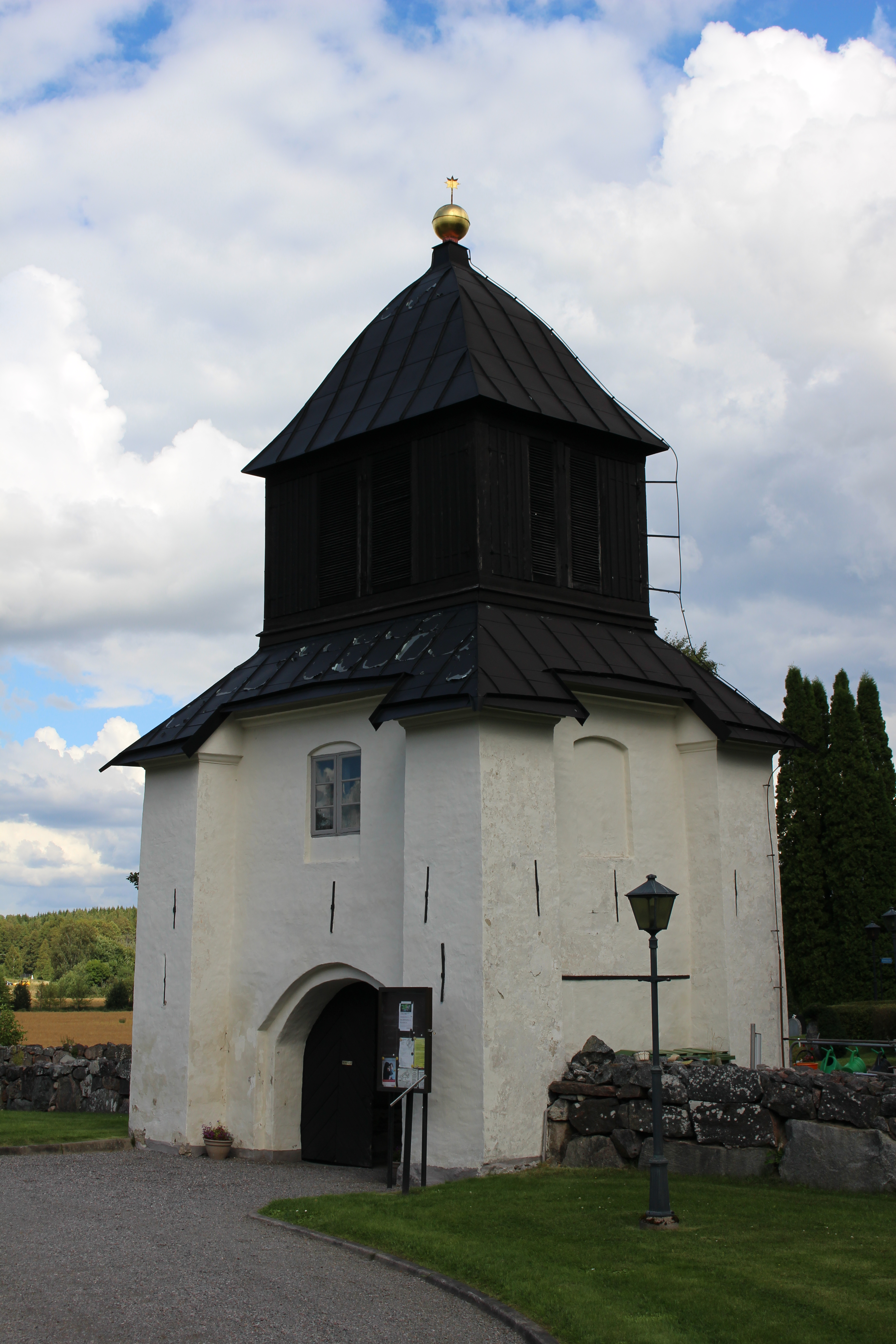
Klockstapel och stiglucka.
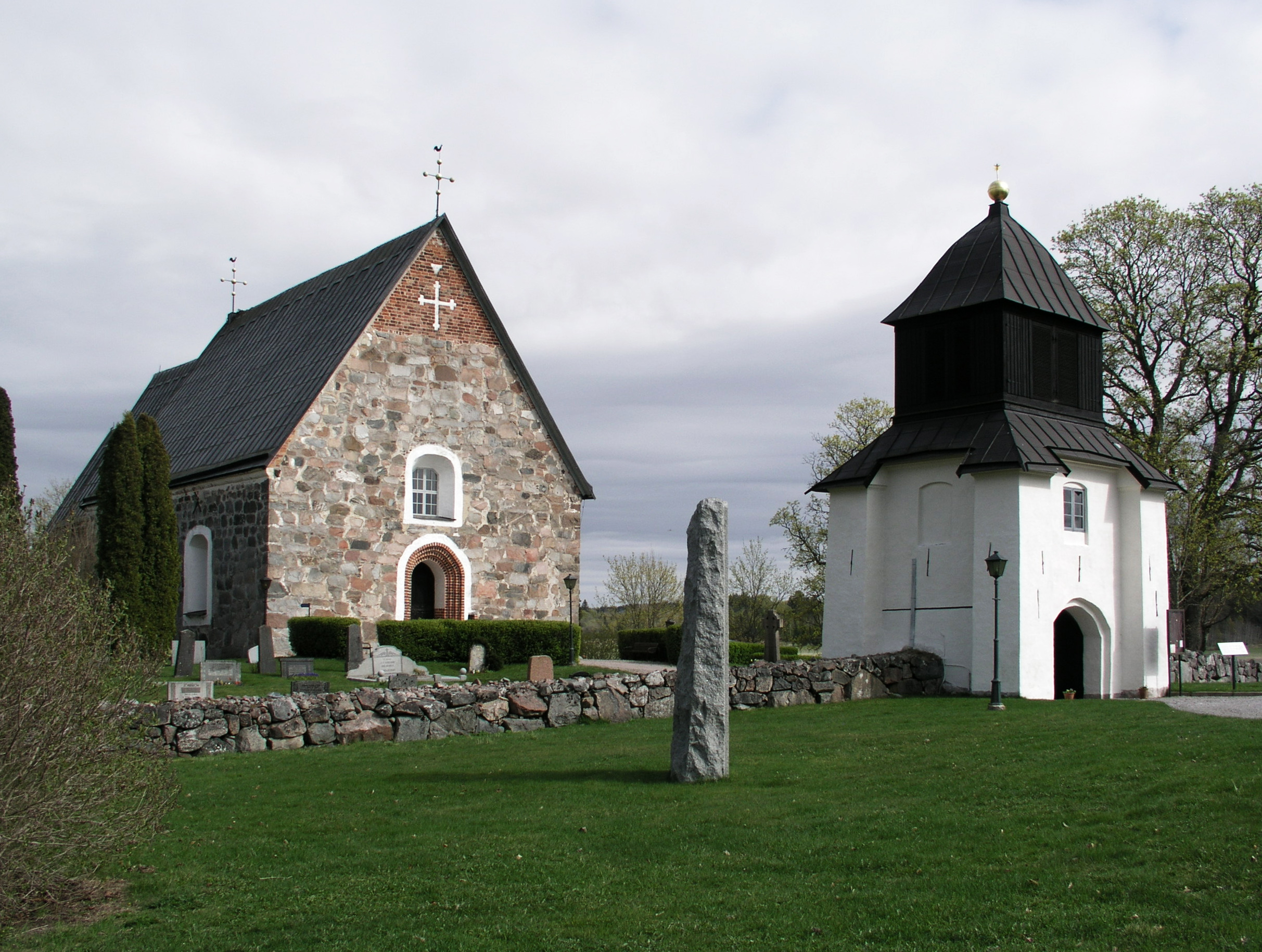
Kyrka och klockstapel från nordväst.
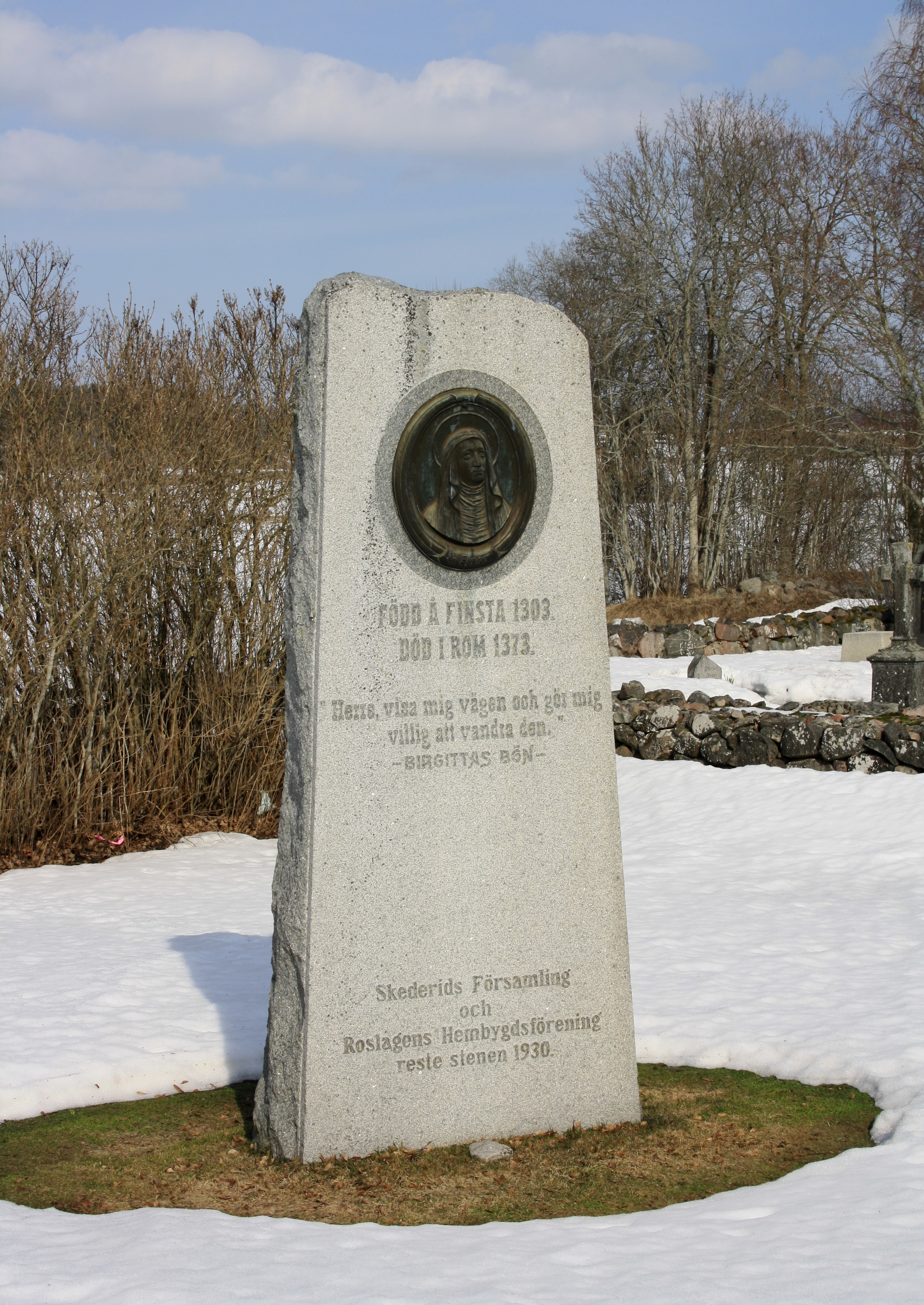
Minnessten över Heliga Birgitta vid kyrkan.

### Webbkällor
- Information från Rimbo pastorat om Skederids kyrka
- byggnadspresentation
- Information från Norrtälje kommun
- Wilcke-Lindqvist: Husby och Skederid Tidskriften Fornvännen 1958, sidorna 62 - 71